# Avernes-sous-Exmes
Avernes-sous-Exmes is een plaats en voormalige gemeente in het Franse departement Orne in de regio Normandië en telt 68 inwoners (2009). De plaats maakt deel uit van het arrondissement Argentan. 

## Geschiedenis
Avernes-sous-Exmes is op 1 januari 2017 gefuseerd met de gemeenten Aubry-en-Exmes, Le Bourg-Saint-Léonard, Chambois. La Cochère. Courménil, Exmes, Fel, Omméel, Saint-Pierre-la-Rivière, Silly-en-Gouffern, Survie, Urou-et-Crennes en Villebadin tot de gemeente Gouffern en Auge. 

## Geografie
De oppervlakte van Avernes-sous-Exmes bedraagt 6,8 km², de bevolkingsdichtheid is dus 10 inwoners per km².
De onderstaande kaart toont de ligging van Avernes-sous-Exmes met de belangrijkste infrastructuur en aangrenzende gemeenten.

## Demografie
Onderstaande figuur toont het verloop van het inwonertal (bron: INSEE-tellingen).
Aubry-en-Exmes · Avernes-sous-Exmes · Le Bourg-Saint-Léonard · Chambois · La Cochère  · Courménil · Exmes · Fel · Omméel · Saint-Pierre-la-Rivière · Silly-en-Gouffern · Survie · Urou-et-Crennes · Villebadin